# Tour dei British and Irish Lions 1936
Nel 1936 i British and Irish Lions, selezione delle Isole Britanniche di rugby a XV, si recarono in tour in Argentina. In realtà si trattava di una selezione semiufficiale inglese rinforzata da alcuni giocatori scozzesi ed irlandesi.

## Il team
Fonte:
- F. Douglas Prentice (Leicester e Inghilterra). Manager.
- Dr. H. L. G. Hughes (Blackheath). Referee.
- Giocatori: 
  - B. C. Gadney (Leicester e Inghilterra). Capitán.
  - C. E. St. J. Beamish (Leicester e Irlanda).
  - J. A. Brett (Università di Oxford).
  - C. V. Boyle (Università di Dublinoe Irlanda).
  - J. G. A'Bear (Gloucetser RFC).
  - W. O. Chadwick (Università di Cambridge).
  - P. Cooke (Trinity College, Oxford).
  - P. E. Dunkley (Harlequins e Inghilterra).
  - G. E. Hancock (Birkenhead Park).
  - P. G. Hobbs (Richmond).
  - P. C. Hordern (Gloucetser RFC e Inghilterra).
  - T. F. Huskisson (Old Merchant Taylors).
  - T. C. Knowles (Birkenhead Park e Inghilterra).
  - J. S. Moll (Lloyds Bank).
  - A. Obolensky (Università di Oxford e Inghilterra).
  - D. E. Pratten (Blackheath).
  - R. E. Prescott (Harlequins).
  - R. W. Shaw (Glasgow High School e Scozia).
  - J. A. Tallent (Blackheath e Inghilterra).
  - H. J. M. Uren (Waterloo).
  - E. J. Unwin (Rosslyn Park).
  - J. A. Waters (Selkirk e Scozia).
  - W. H. Weston (Northampton e Inghilterra).

## Risultati
| Buenos Aires 15 luglio 1936 | Buenos Aires F.C. | 0 – 55 | Gran Bretagna XV | General Belgrano |

| Buenos Aires 19 luglio 1936 | Argentina "A" | 0 – 27 | Gran Bretagna XV | General Belgrano |

| Buenos Aires 22 luglio 1936 | Olivos Rugby Club | 3 – 27 | Gran Bretagna XV | Estadio G.E.B.A. |

| Buenos Aires 26 luglio 1936 | Argentina "B" | 0 – 28 | Gran Bretagna XV | General Belgrano |

| Buenos Aires 29 luglio 1936 | Pacific Railway Athletic Club | 0 – 62 | Gran Bretagna XV | General Belgrano |

| Rosario 2 agosto 1936 | Unión de Rugby del Litoral Argentino | 0 – 41 | Gran Bretagna XV | Plaza Jewell |

| Buenos Aires 5 agosto 1936 | Old Georgian Club | 6 – 55 | Gran Bretagna XV | General Belgrano |

| Buenos Aires 9 agosto 1936 | Belgrano Athletic Club | 3 – 37 | Gran Bretagna XV | General Belgrano |

| Arbitro: | H.Hughes |

|  |           |                                                                       |
|  | Marcatori | mete: Boyle 2, Tallent , Unwin trasf.: Brett 2 c.p.: Brett Drop: Shaw |

| Buenos Aires 23 agosto 1936 | CASI-C.U.B.A.-Hindú | 0 – 44 | Gran Bretagna XV | General Belgrano |